# 沙特努瓦莱福日
沙特努瓦莱福日（法語：Châtenois-les-Forges，法語發音：[ʃatnwa le fɔʁʒ]）是法国勃艮第-弗朗什-孔泰大区贝尔福地区省的一个市镇，位于该省西南部，和杜省及上索恩省接壤，属于大贝尔福城市圈公共社区。

## 地理
沙特努瓦莱福日（47°33'33"N, 6°50'54"E）面积8.67 平方千米，位于法国勃艮第-弗朗什-孔泰大區贝尔福地区省，该省份为法国东北部内陆省份，东临上莱茵省，北起孚日省，西接上索恩省，南与杜省和瑞士接壤。
与沙特努瓦莱福日接壤的市镇（或旧市镇、城区）包括：贝尔蒙、伯通库尔、大沙尔蒙、诺迈、布勒维利耶、特雷沃南。

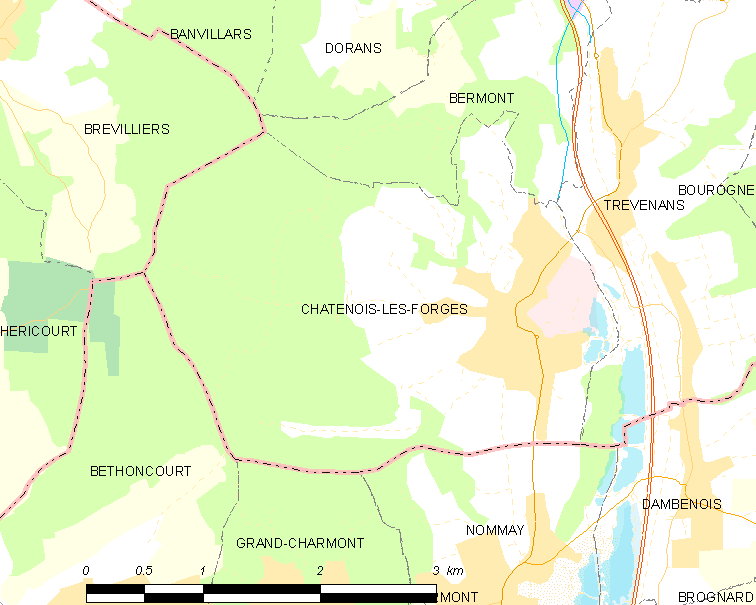
沙特努瓦莱福日的OSM定位图

沙特努瓦莱福日的时区为UTC+01:00、UTC+02:00（夏令时）。

## 行政
沙特努瓦莱福日的邮政编码为90700，INSEE市镇编码为90022。

## 政治
沙特努瓦莱福日所属的省级选区为沙特努瓦莱福日县。

## 人口

1962-2008年间沙特努瓦莱福日人口变化图示

沙特努瓦莱福日于2022年1月1日时的人口数量为2637人。